# Kalenahalli, Krishnarajanagara
Kalenahalli là một làng thuộc tehsil Krishnarajanagara, huyện Mysore, bang Karnataka, Ấn Độ.